# Parchtitz
Parchtitz es un municipio situado en el distrito de Pomerania Occidental-Rügen, en el estado federado de Mecklemburgo-Pomerania Occidental (Alemania), a una altura de 27 metros. Su población a finales de 2016 era de 800 habs. y su densidad poblacional, 31 hab/km².
Se encuentra en el centro de la isla de Rügen.